# بیماری غذازاد
بیماری غذازاد که گاهی مسمومیت غذایی نیز نامیده می‌شود، به هرگونه بیماری ناشی از مصرف غذای آلوده گفته می‌شود. آلودگی‌ها می‌تواند ناشی از باکتری، ویروس، یا انگل‌ها یا مواد سمی باشد.

## سبب‌شناسی

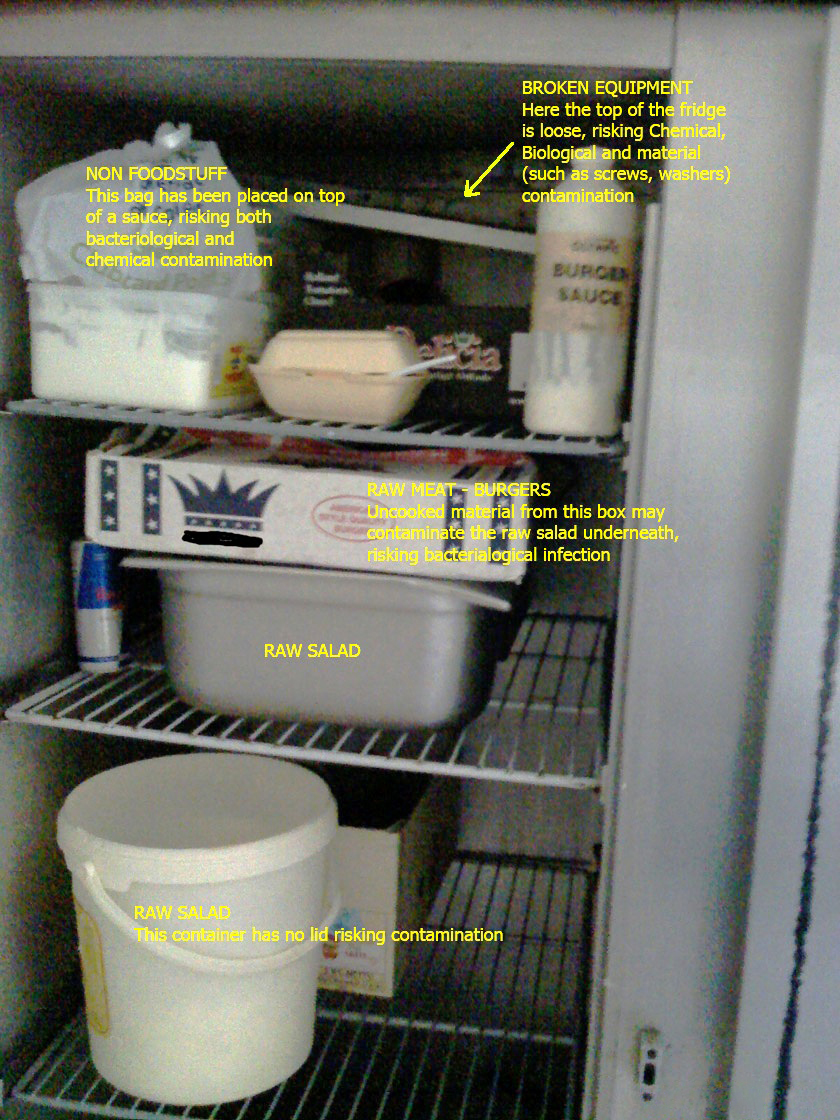
نمونه‌ای از نگه‌داری نامناسب غذاها در یخچال

معمولاً نگه‌داری و آماده‌سازی نامناسب مواد غذایی علت شایع مسمومیت غذایی می‌باشد.
باکتری‌ها علت شایع مسمومیت غذایی هستند. در سال ۲۰۰۰ نسبت باکتری‌های ایجادکننده مسمومیت به صورت زیر بود. کامپیلوباکتر ژژونی، حدود ۷۷٫۰۳ درصد، سالمونلا، ۲۰٫۹ درصد و اشریشیا کولی، ۱٫۴ درصد و بقیه باکتری‌ها کمتر از نیم درصد گزاش شد.
بیشتر بیماری‌های غذازاد، عفونت‌های ناشی از انواع باکتری‌ها، ویروس‌ها و انگل‌ها هستند. سایر مسمومیت‌ها ناشی از سموم مضر یا مواد شیمیایی هستند که مواد غذایی را آلوده می‌کنند.